# كورتني هوس
كورتني هوس (بالإنجليزية: Kortney Hause)‏ (16 يوليو 1995 بلندن في المملكة المتحدة - ) هو لاعب كرة قدم بريطاني في مركز الدفاع. شارك مع منتخب إنجلترا تحت 20 سنة لكرة القدم ومنتخب إنجلترا تحت 21 سنة لكرة القدم. أما مع النوادي، فقد لعب مع نادي غيلينغهام ووولفرهامبتون واندررز وويكمب وندررز.

## وصلات خارجية
- كورتني هوس على موقع قاعدة بيانات كرة القدم.إي يو (الإنجليزية)
- كورتني هوس على موقع Soccerbase.com (لاعب) (الإنجليزية)
- كورتني هوس على موقع Soccerway.com (الإنجليزية)
- كورتني هوس على موقع عالم كرة القدم.نت (الإنجليزية)